# 江別発電所

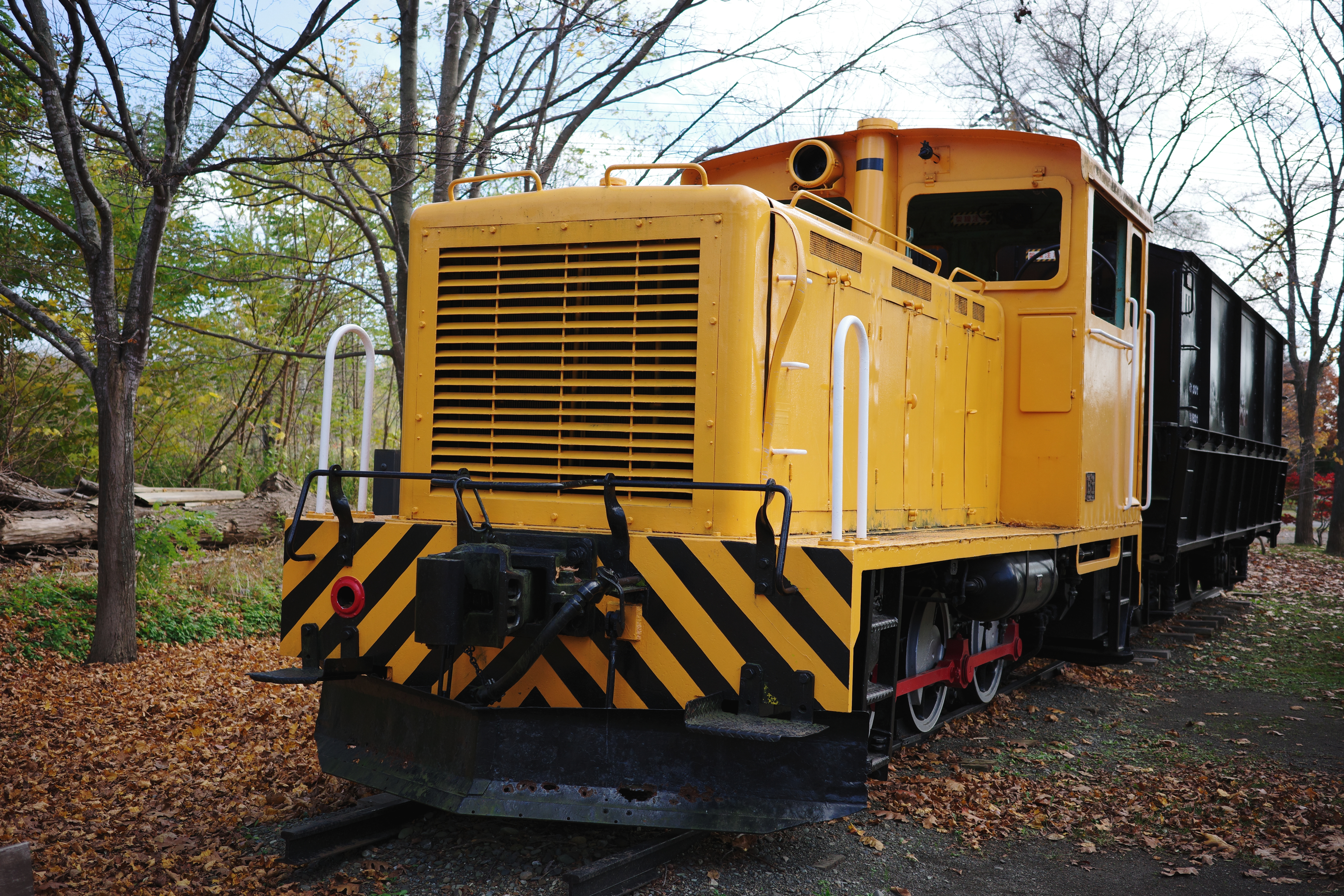
江別蔦屋書店東、北海道電力江別火力発電所専用線跡にあるディーゼル機関車と貨車。

江別発電所（えべつはつでんしょ）は、かつて北海道江別市に存在した北海道電力の石炭火力発電所。

## 概要
大日本電力により1935年から1939年までに3基の火力発電所が建設され、戦後は北海道電力に移管され1954年には4号機が完成し7万kWの発電能力を擁した。
1963年2月には道央圏・胆振地域の需要増加に対応すべく新江別発電所1号機が運転を開始しその後1964年に2号機・1965年に3号機が稼働。先に建設された滝川発電所のシステムを元に更なる高温・高圧化が図られ4,500kcal級の低品位炭にも対応した構造とし燃料費の削減や未利用資源の活用につながる事となり、50%まで常時専焼可能な重油燃焼設備と重油・軽油タンクも備えた。
初代発電所は1963年に1・2号機、1972年に3・4号機と段階的に廃止、その後新発電所設備は老朽化の為に1991年3月31日をもって廃止。
廃止後の1992年には旧屋内貯炭場が北海道で初めて発破解体された。跡地には1996年6月に札幌市豊平区里塚から北海道電力総合研究所が移転し、また石炭輸送を担った貨物鉄道線は全長1.7kmの遊歩道「四季のみち」として整備され蒸気タービンや石炭輸送用ディーゼル機関車・貨車など発電所で用いられていた機材4点が展示されている。

## 沿革
- 1934年[3]
  - 9月5日 - 北海道電燈が江別町に火力発電所建設を決定。この他砂川町も発電所誘致に名乗り出ていた[3]。
  - 9月15日 - 江別町議会が発電所建設と建設用地36,152坪の寄付を承認。
  - 10月26日 - 江別町対雁にて着工。
  - 12月21日 - 大日本電力に移管。
- 1935年12月19日 - 大日本電力江別発電所(1.25万kW)運転開始[9][3]。
- 1936年12月28日 - 2号機（1.25万kW）運転開始[9][3]。
- 1939年1月5日 - 3号機（2.5万kW）運転開始[9][3]。
- 1942年4月1日 - 日本発送電に移管。
- 1945年7月15日 - 北海道空襲にて米軍機4機の攻撃を受け、死者2名・重傷者2名を出す[10]。
- 1949年12月 - 汽缶2缶増設着工[3]。
- 1951年[3]
  - 4月28日 - 5号缶完成[9]。
  - 5月1日 - 北海道電力に移管。
  - 9月18日 - 6号缶運転開始[9]。
  - 12月22日 - 出力を3.75万kWから5万kWに増強[9]。
- 1952年
  - 4月28日 - GHQ賠償指定施設の指定を解除[9]。
  - 8月31日 - 4号機着工[11]。
- 1954年
  - 1月16日 - 4号機（2.5万kW）運転開始、4機7缶体制で合計出力を7.5万kWとする[9]。
- 1960年
  - 9月 - 10月 - 新発電所建設地の坊主山にて遺跡発掘調査実施、約1500年前の北海道式薄手縄文土器や副葬品等が出土[3][12]。
  - 12月12日 - 初代発電所隣接地198,000平米の敷地に新江別発電所1号機着工[11][3]。
- 1961年7月1日 - 新江別発電所2号機着工[3]。
- 1962年
  - 4月1日 - 新江別発電所3号機着工[3]。
  - 9月 - 新発電所予定地に位置する旧対雁市営墓地の墓石・墓標・遺骨類を隣接地の新市営墓苑（現・市営墓地やすらぎ苑）へ移設完了[12]。
- 1963年
  - 2月8日 - 新江別発電所1号機（12.5万kW）運転開始[9]。
  - 5月2日 - 初代発電所1・2号機、1-3号缶廃止[2]、総出力を2.5万kW減らす[9][3]。
- 1964年[9]
  - 1月30日 - 新2号機（12.5万kW）運転開始、北電の総発電設備が100万kWを突破[9]。
- 1965年
  - 7月1日 - 新3号機（12.5万kW）運転開始[9]。
- 1966年12月 - 1968年 - 発電所温排水を用い野菜栽培実験を実施[9][3]。
- 1969年1月 - 温排水を用い鯉の養殖試験を実施。
- 1970年
  - 12月 - 江別市と公害防止協定を締結[9]。
- 1971年[3]
  - 3月 - 発電所の温水を用いた養魚試験終了。
  - 3号機にパラクロン集塵器設置[3]。
- 1972年[3]
  - 3月1日 - 初代発電所3・4号機廃止[9]。
  - 1・3号機にパラクロン集塵器を設置[3]。
- 1973年[3]
  - 4月1日 - 新江別発電所を江別発電所に改称。
  - 2号機に窒素酸化物を減少させる二段燃焼装置を設置。
- 1974年 - 1・3号機に二段燃焼装置設置[3]。
- 1976年2月 - 1977年2月 - 3号機ボイラーに日立製作所と共同で脱硝装置試験を実施[9]。
- 1980年 - 3号機を低NOxバーナーに改造。
- 1981年[3]
  - 1・2号機を低NOxバーナーに改造。
  - 7月 - 1982年3月 - 3号機で日立製作所と共同で乾式脱硫装置試験を実施。
  - 8月5日 - 台風12号による「56水害」に被災し運転停止。
  - 8月24日 - 全面復旧。
- 1985年10月 - 石炭灰利用乾式脱硫装置試験を開始[3]。
- 1987年
  - 4月 - 滝川発電所とともに廃止を決定、1989年3月の1号機から段階的廃止の方針とした[13]。
  - 12月 - バブコック日立とともに石炭灰利用乾式脱硫装置の実用試験に着手[3]。
- 1988年12月 - 石炭灰利用乾式脱硫装置の実用化開発に成功[3]。
- 1989年
  - 3月31日 - 1号機廃止[9]。
  - 12月1日 - 2号機休止[3]。
- 1990年
  - 3月31日 - 2号機廃止[9]。
- 1991年[9]
  - 3月27日 - 閉所式実施。
  - 3月31日 - 3号機廃止。

## 廃止された発電設備
- 総出力：37.5万kW

1号機（廃止）
定格出力：12.5万kW
使用燃料：石炭（国内炭）
ボイラー：バブコック日立
タービン・発電機：日立製作所
営業運転期間：1963年2月 - 1991年3月31日
総発電量:19,509,573MWh
総発電時間:187388時間
2号機（廃止）
定格出力：12.5万kW
使用燃料：石炭（国内炭）
ボイラー：石川島播磨重工業
タービン・発電機：東京芝浦電気
営業運転期間：1964年1月 - 1991年3月31日
総発電量:18,646,240MWh
総発電時間:182160時間
3号機（廃止）
定格出力：12.5万kW
使用燃料：石炭（国内炭）
ボイラー：バブコック日立
タービン・発電機：日立製作所
営業運転期間：1965年7月 - 1991年3月31日
総発電量:19,476,308MWh
総発電時間:184749時間